# O Som do Vinil
O Som do Vinil é um programa musical brasileiro do Canal Brasil.
O programa, exibido pelo Canal Brasil, produzido pela Samba Filmes e apresentado pelo músico e pesquisador Charles Gavin, estreou em setembro de 2007 e continua no ar até hoje. Em cada episódio O Som Do Vinil investiga  as condições históricas da produção de LPs emblemáticos da discografia brasileira. Com duração de 25 minutos, Gavin entrevista o autor e pessoas ligadas à produção do disco, revelando detalhes artísticos e técnicos dos bastidores da realização daquela obra.